# وینچستر (حوزه سرشماری)، نیوهمپشایر
وینچستر (به انگلیسی: Winchester) یک منطقهٔ مسکونی در ایالات متحده آمریکا است که در نیوهمپشایر واقع شده است. وینچستر ۷٫۸ کیلومتر مربع مساحت و ۱٬۷۳۳ نفر جمعیت دارد و ۱۳۵ متر بالاتر از سطح دریا قرار دارد.